# Sündenlohn, eine Studie des Journalismus
The Brass Check, in der deutschen Übersetzung Sündenlohn, eine Studie des Journalismus, ist eine kritische Reportage über den US-amerikanischen Journalismus von Upton Sinclair aus dem Jahr 1919. Die deutsche Übersetzung erschien 1921. Die Art der Untersuchung wird dem so genannten Muckraking zugeordnet. 
Der Titel stellt eine Analogie zwischen Journalismus und Prostitution her: Ein brass check war die Wertmarke, die ein Kunde in einem Bordell kaufte und der Frau seiner Wahl übergab. Sinclair deutet an, dass die Eigentümer der Massenmedien in ähnlicher Weise die Dienste von Journalisten kaufen, um die politischen und finanziellen Interessen der Eigentümer zu unterstützen.
Sinclair konzentriert sich hauptsächlich auf Zeitungen und den telegrafischen Nachrichtendienst Associated Press sowie auf einige wenige Zeitschriften. Andere kritische Darstellungen der Presse waren bereits früher erschienen, aber Sinclair erreichte mit seinem persönlichen Ruhm und seinem lebendigen, provokativen Schreibstil ein breiteres Publikum. Unter den kritisierten Medienmogulen war William Randolph Hearst, der für den Stil der Regenbogenpresse in seinen Medienunternehmen bekannt war.
Sinclair bezeichnete The Brass Check als „das wichtigste und gefährlichste Buch, das ich je geschrieben habe“. Die University of Illinois Press veröffentlichte 2003 eine Neuauflage des Buches, die ein Vorwort von Robert W. McChesney und Ben Scott enthält. Der Text ist auch im Internet frei verfügbar, da Sinclair in dem Bemühen, eine möglichst große Leserschaft zu erreichen, darauf verzichtete, den Text urheberrechtlich zu schützen.

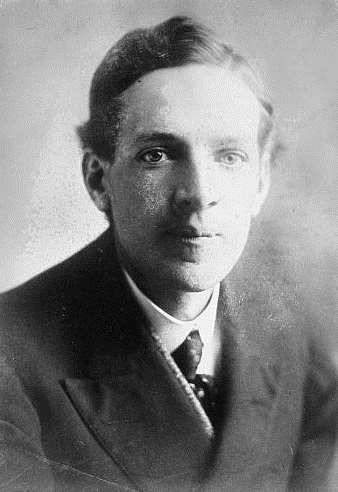
Upton Sinclair

Während eines Großteils von Sinclairs Karriere war er als „Zwei-Buch-Autor“ bekannt: für The Jungle und The Brass Check. Sinclair organisierte innerhalb von zehn Jahren zehn Drucke von The Brass Check und verkaufte mehr als 150.000 Exemplare.

## Überblick
Das Buch gehört zur Reihe "Dead Hand": sechs Bücher, die Sinclair über amerikanische Institutionen geschrieben hat. Die Reihe umfasst auch The Profits of Religion, The Goose-step (Hochschulbildung), The Goslings (Grund- und Mittelschulbildung), Mammonart (Literatur, Kunst und Musik) und Money Writes! (Literatur). Der Begriff "Tote Hand" kritisiert das Konzept von Adam Smith, dass es das beste Ergebnis für die Gesellschaft als Ganzes darstellt, wenn eine "unsichtbare Hand" der kapitalistischen Gier die wirtschaftlichen Beziehungen gestalten darf.

## Zusammenfassung
Der "Brass Check" besteht aus drei Abschnitten: dokumentierte Fälle, in denen sich Zeitungen weigerten, gesellschaftliche Ursachen von Konflikten darzustellen, Sinclairs Untersuchungen von Korruption, Fälle, in denen er nicht persönlich involviert war, und Vorschläge für Abhilfemaßnahmen. Sinclair bezieht die Meinungen und Reaktionen anderer auf seine Darstellung ein, um so die Objektivität zu stärken.
Sinclair kritisiert Zeitungen als Unterstützer politischer und wirtschaftlicher Interessen und Institutionen oder als Boulevardzeitungen, die "gelben Journalismus" praktizieren, wie beispielhaft die Zeitungen von William Randolph Hearst. In beiden Fällen besteht ihr Zweck darin, die Geschäftsinteressen der Eigentümer der Zeitung, der Banker des Eigentümers und/oder der Inserenten der Zeitung zu fördern. Dies wird auf verschiedene Weise erreicht, unter anderem: Die Verleger teilen den Herausgebern mit, was gedruckt werden kann und was nicht. Journalisten erfinden routinemäßig Geschichten. Um die Zirkulation anzuregen, machen Zeitungen Sensationsnachrichten aus trivialen Geschichten und zerstören dabei das Leben und Ansehen der Betroffenen. Irrtümer und Verleumdungen werden nie zurückgenommen, oder die Zurücknahme wird Monate später in der Zeitung versteckt veröffentlicht und somit "begraben".
Die Redakteure und Journalisten des Telegrafiedienstes Associated Press (AP) dienen dem öffentlichen Interesse nicht in der gleichen Weise wie die Mitarbeiter der einzelnen Zeitungen. Der AP wird von 41 großen Zeitungskonzernen kontrolliert und handelt in deren Interesse.

Sinclair zitiert aus einem Brief des Herausgebers der Wochenzeitung  San Francisco Star, James H. Barry:
Sie möchten meine "vertrauliche Meinung über die Ehrlichkeit der Associated Press" erfahren. Meine nicht vertrauliche Meinung ist, dass sie das verdammteste, gemeinste Monopol auf dem Erdball ist – die Amme für alle anderen Monopole. Sie lügt bei Tag, sie lügt bei Nacht, und sie lügt aus purer Lust am Lügen. Ihre Nachrichtensammler, so glaube ich aufrichtig, gehorchen nur Befehlen.
Zu den zeitgenössischen Ereignissen, deren Medienberichterstattung er analysiert, gehören der Paint Creek-Cabin Creek-Streik von 1912 in West Virginia, das Ludlow-Massaker in Colorado 1914, die Treffen der Industrial Workers of the World und der von den Zeitungen aufgepeitschte Red Scare. Als unermüdlicher Enthüllungsreporter bot Sinclair die Ergebnisse seiner Untersuchungen den Zeitungen zur Veröffentlichung an, wurde aber fast völlig ignoriert.
Die Propagandataktik, die von der US-Regierung und den Unternehmen während des Ersten Weltkriegs praktiziert wurde, wurde nach dem Krieg gegen politische Abweichler fortgesetzt. Sinclair schreibt: "[Heute] sind alle Energien, die gegen den Kaiser gerichtet waren, gegen die Radikalen gerichtet".

## Lösungsvorschläge
Sinclair erkannte, dass eine Reaktion des Volkes (Massenversammlungen, Demonstrationen, Verteilen von Flugblättern usw.) nicht wirksam sein konnte, wenn die Massenmedien Fehlinformationen verbreiteten oder die Wahrheit ignorierten. Seine wichtigsten Vorschläge zur Abhilfe waren:
- ein Gesetz, dass von jeder Zeitung, die eine falsche Aussage druckt, verlangt wird, einer Berichtigung den gleichen Stellenwert einzuräumen, unter Androhung einer erheblichen Geldstrafe.

- Das Monopol der AP, die er als "öffentliches Versorgungsunternehmen" ansah, sollte von anderen Nachrichtendiensten gebrochen werden.

- ein Gesetz, das es jeder Zeitung verbietet, Falschmeldungen zu erfinden und zu verbreiten

- Reporter müssen sich gewerkschaftlich organisieren, damit sie die Macht haben, ihre Lohnskala und ihren ethischen Kodex festzulegen.

- eine wöchentliche Chronik der Nachrichten, ohne Werbung oder Leitartikel, billig gedruckt und weithin verfügbar.

## Rezeption
Der erste Ethikkodex für Journalisten wurde 1923 geschaffen.
Bis 1923 hatte das FBI einen Bericht über The Brass Check in seinen Akten, und ein Memorandum in der Akte stellte fest, dass der leitende Manager der Associated Press "einen vertraulichen Bericht über das Buch, The Brass Check, in seinem Besitz hat".
Sinclair forderte diejenigen auf, die ihn der Ungenauigkeit bezichtigten, seine Faktendarstellung zu überprüfen und ihn wegen Verleumdung zu verklagen, wenn sie feststellten, dass er sich täusche. Keiner tat dies. Da Sinclair jedoch der Zugang zu den Massenmedien verweigert wurde, um diese Anschuldigungen zu widerlegen, nahmen die kritischen Meinungen die Aura der Wahrheit an und gaben dem Buch einen Ruf der Ungenauigkeit, der es bis zur Mitte des Jahrhunderts fast in Vergessenheit geraten ließ.
Pressebeobachter fanden die Analyse der Medien durch The Brass Check zutreffend und wertvoll. Er ist "Muckraking vom Feinsten" und "erstaunlich vorausschauend in seiner Kritik an der Vertraulichkeit der großen Medien und anderer Unternehmensinteressen".
Bei der Veröffentlichung des Buches weigerten sich jedoch "viele Zeitungen, das Buch zu rezensieren, und die wenigen, die es taten, waren fast immer ablehnend. Viele Zeitungen, wie die New York Times, weigerten sich sogar, bezahlte Anzeigen für das Buch zu schalten". Und "die Historiker, die sich die Mühe machen, The Brass Check zu erwähnen, tun es als vergänglich ab und erklären, dass die Probleme, die es beschreibt, gelöst sind".

## Zitat
Der Journalismus ist eines der Mittel, durch die eine wirtschaftliche Autokratie die Demokratie kontrolliert; es ist die alltägliche Propaganda zwischen den Wahlen, durch die das Bewusstsein der Bürger in einem Zustand der stillschweigenden Billigung gehalten wird, ….

## Ausgaben
- Sinclair, Upton. The Brass Check. A Study of American Journalism (PDF). Montclair.edu English Department.
- (Illustrated ed.). Pasadena, CA: Published by the Author. ISBN 0-252-02805-8